# Communité
La communité, dans le domaine de l'astronautique ou aéronautique, est un ensemble des caractères communs à plusieurs matériels du point de vue de la conception, de la fabrication ou de la maintenance.
Le terme correspondant en anglais est commonality.

## Référence
- Définition tiré de NATO AAP6 (2004. Glossaire OTAN de termes et définitions (anglais et français) selon le dictionnaire en ligne Babylon
- Droit français : arrêté du 20 février 1995 relatif à la terminologie des sciences et techniques spatiales.